# 서달 (중국)
위국공 중산무녕왕 서달(衛國公 中山武寧王 徐達, 1332년 9월 30일 ~ 1385년 2월 27일)은 명나라의 명장, 정치가이다. 자는 천덕(天德), 호주 종리현 출신이다. 원말명초 시기 홍무제를 따라 거병하여 명나라의 건국에 큰 공헌을 하였다.

## 생애
22세 때 곽자흥(郭子興)의 배하(配下)에 있던 주원장(朱元璋)의 부하가 되어, 손덕애(孫德崖)에게 붙잡힌 주원장을 구출한 뒤로 신뢰를 받아, 양쯔강[揚子江]을 건너 집경로(集敬路: 南京)를 공략한 뒤 대장이 되고, 전장(鎭江)을 점령한 뒤 통군원수(統軍元帥)가 되었다.
1361년 원장이 오국공(吳國公)이 되자 강남행추밀원사(江南行樞密院事)가 되었다. 이어서 장시(江西)의 한제(漢帝) 진우량(陳友諒)을 격파하고, 주원장이 오왕(吳王)이 되자 좌상국(左相國)에 오르고, 1367년 쑤저우[蘇州]의 오왕 장사성(張士誠)을 공략한 무공으로 신국공(信國公)에 봉해졌다.
연이어 원군(元軍) 토벌에서는 25만의 군세(軍勢)를 총지휘하였고, 주원장이 응천부(應天府: 南京)에서 즉위하자 무관(武官) 제일의 자리를 차지하였다. 1370년 위국공(魏國公)에 봉해지고 5,000석의 녹(祿)을 받았다.
1. ↑  현재 안후이성 추저우 시